# Systematik (biologi)
| Biologisk klassifikation                                                             |
| ------------------------------------------------------------------------------------ |
| Domæne Rige Række / Division Klasse Orden Familie Tribus Slægt Art Underart Varietet |

Systematikken er inden for biologien studiet af livets mangfoldighed og de levende organismers indbyrdes slægtskab, klassifikation og navngivning. Man viser ofte de levende væsners slægtskab ved hjælp af en træstruktur.
Moderne systematik blev grundlagt af svenskeren Carl von Linné i hans klassiske bog Systema Naturae til beskrivelse af planter og dyr. Systemet har samme grundlæggende betydning for biologien som det periodiske system har for kemien. Grundlaget for opdelingen er, at enhver organisme tilhører en art. Arter der ligner hinanden tilhører en slægt, der igen samles i en højere kategori, osv.

## Kategorier
Den biologiske rangordning af organismer er blevet udvidet siden Linné, og nedenstående oversigt indeholder udover de oprindelige kategorier rige, klasse, orden, slægt og art også nogle af de senere oprettede kategorier.
| Kategori       | Eksempler med løve og hvid anemone    | Eksempler med løve og hvid anemone |
| -------------- | ------------------------------------- | ---------------------------------- |
| Domæne         | Eucaryota (Eukaryoter)                | Eucariota                          |
| Rige           | Animalia (Dyreriget)                  | Plantae (Planteriget)              |
| Række/Division | Chordata (Chordater)                  | Magnoliophyta (Dækfrøede planter)  |
| Underrække     | Vertebrata (Hvirveldyr)               |                                    |
| Overklasse     | Tetrapoda (Tetrapoder)                |                                    |
| Klasse         | Mammalia (Pattedyr)                   | Magnoliopsida (Tokimbladede)       |
| Orden          | Carnivora (Rovdyr)                    | Ranunculales (Ranunkel-ordenen)    |
| Underorden     | Feliformia (Kattelignende rovdyr)     |                                    |
| Familie        | Felidae (Kattefamilien)               | Ranunculaceae (Ranunkel-familien)  |
| Underfamilie   | Pantherinae (Store kattedyr)          |                                    |
| Slægt          | Panthera (Pantheraslægten)            | Anemone (Anemone)                  |
| Art            | Panthera leo (Løve)                   | Anemone nemorosa (Hvid Anemone)    |
| Underart       | Panthera leo persica (Asiatisk løve). | —                                   |

Udover de oven for nævnte kategorier benyttes også kategorierne tribus, sektion og varietet (botanik). Sjældnere benyttes desuden serie og kohorte, men deres placering i hierarkiet er ikke entydigt fastlagt. Alliance er ikke en anerkendt kategori, men kan anvendes uformelt om en vilkårlig gruppe af arter eller slægter.
Et navn på en art som Hvid Anemone er sammensat af et slægtnavn (Anemone) og et artsepitet (nemorosa); ofte vedføjes desuden et såkaldt autornavn, som angiver hvem, der har publiceret navnet (fx Linné). Plantens navn er således Anemone nemorosa L.

## Klassifikationsmetoder
Igennem tiderne er biologiske organismer blevet klassificeret efter forskellige grundlæggende ideer. En af disse klassifikationer ses i Scala naturae, som udsprang af Aristoteles' ideer. I 1758 udkom 10. udgave af Systema naturae af Carl von Linné, som grundlagde den moderne taksonomi.
Systematikken handler om søgen efter den bedste klassifikation af biologiske organismer. Taksonomien handler om navngivelsen af de resulterende grupperinger.
Der er forskellige klassifikationsmetoder af biologiske organismer:
- Evolutionær systematik (efter fælles forfædre og 'generel lighed'; den traditionelle metode)
- Fænetisk systematik (rent efter ligheder; nu om dagen mest relevant indenfor genetikken)
- Fylogenetisk systematik (efter fælles forfædre; den moderne og foretrukne metode)